# Championnat de La Réunion de football 1973
Le Championnat de La Réunion de football 1973 était la 24e édition de la compétition qui fut remportée par la JS Saint-Pierroise.

## Classement
| Rang | Équipe                    | Pts | J  | G  | N | P  | Bp | Bc | Diff |
| ---- | ------------------------- | --- | -- | -- | - | -- | -- | -- | ---- |
| 1    | JS Saint-Pierroise (T)    | 64  | 24 | 19 | 2 | 3  | 78 | 30 | +48  |
| 2    | SS Excelsior              | 60  | 24 | 15 | 6 | 3  | 54 | 33 | +21  |
| 3    | SS Saint-Louisienne       | 55  | 24 | 14 | 3 | 7  | 58 | 40 | +18  |
| 4    | SS Patriote (C)           | 52  | 24 | 11 | 6 | 7  | 35 | 30 | +5   |
| 5    | SS Saint-Pauloise (P)     | 51  | 24 | 11 | 5 | 8  | 44 | 40 | +4   |
| 6    | CS Saint-Denis            | 48  | 24 | 10 | 4 | 10 | 35 | 31 | +4   |
| 7    | US Bénédictine            | 48  | 24 | 9  | 6 | 9  | 46 | 45 | +1   |
| 8    | FC Ouest                  | 47  | 24 | 9  | 5 | 10 | 43 | 32 | +11  |
| 9    | SS Jeanne d'Arc           | 46  | 24 | 9  | 4 | 11 | 41 | 44 | -3   |
| 10   | SS Jeunesse Musulmane (P) | 44  | 24 | 6  | 8 | 10 | 35 | 48 | -13  |
| 11   | AS Marsouins              | 43  | 24 | 7  | 5 | 12 | 33 | 52 | -19  |
| 12   | SS Cadets Saint-Louis (P) | 35  | 24 | 3  | 5 | 16 | 22 | 52 | -30  |
| 13   | AS Poussins (P)           | 31  | 24 | 2  | 3 | 19 | 23 | 60 | -37  |

|  | Barrage pour la relégation |
|  | Relégation en 2e division  |

### Barrage pour la relégation
Dans une confrontation aller/retour, le 10e de D1 affronte le 3e de D2 pour une place en D1 la saison suivante.
- SS Royal Star (D2) 1-2 ; 1-2 SS Jeunesse Musulmane (D1)

La SS Jeunesse Musulmane reste en D1 tandis que le SS Royal Star reste en D2.